# Ali Mohammad Khademi
Le major-général Ali Mohammad Khademi (en persan: علی محمد خادمی) est né à Jahrom dans la province historique du Fars, Perse, le 16 décembre 1913. Il fut le premier pilote de ligne commercial iranien, puis le premier président de la compagnie nationale nouvellement créée Iran Air en 1962 jusqu'en 1978, date de sa retraite et de son assassinat. Il allait en 16 ans faire de cette petite compagnie nationale une grande compagnie internationale.

## Enfance
Durant son enfance, la vie de sa famille était particulièrement dure et pénible. Quand il avait quatre ans, il perdit sa mère. Cela entraîna le déménagement de son père et lui vers l'ancienne ville d'Ispahan. Il vécut à Ispahan pendant plusieurs années, où il réalisa ses études primaires et secondaires. Son intelligence exceptionnelle se manifesta lors de ses études secondaires, où il enseignait les mathématiques et autres sujets à ses camarades de classe.

## Carrière militaire
En 1932, après avoir obtenu son diplôme d'enseignement secondaire en mathématique, il alla à Téhéran pour passer l'examen d'entrée de l'académie militaire, où il finit premier parmi la centaine de participants. À la fin de ses 3 années d'études militaires, il fut transféré à l'armée de l'air iranienne où il devint peu après pilote instructeur. Aux alentours de 1940, il commence à voler avec l'Iranian State Airlines, une compagnie semi-commerciale opéré par le ministère iranien des postes et télégrammes, qui à cette époque transportait principalement du courrier, du cargo en urgence, quelques membres du gouvernement et parfois des passagers. Il vola pour cette compagnie avec le grade de capitaine, et obtint sa licence de pilote de ligne tant des Britanniques que de l'organisation civile de l'aviation iranienne pour devenir le premier pilote de ligne commercial iranien. Il suivit des cours à l'Air University à Montgomery en Alabama et à l'Air Transport Senior Course à Washington DC, ainsi que des cours de management.
Quand l'Iranian Airways commence ses opérations en 1946, il fut le premier pilote militaire à voler avec cette compagnie en tant que second, puis plus tard en tant que capitaine. En 1949, il retourne à l'armée de l'air. Avant de devenir commandant en chef de l'armée de l'air en 1958, il occupa des postes d'exercice et de formations ou des postes de commandement opérationnels. Il devint aussi conseiller auprès de l'état-major des forces armées et commandant du collège de l'Air Force.

## Premier PDG d'Iran Air
En 1962, le général Khademi, avec le rang de major-général, est nommé président et directeur général de la toute nouvelle compagnie d'état Iran Air. Depuis le début, sa vision de construire une compagnie avec un haut standard international était affichée.
Dès le début, il spécifia clairement ses objectifs  et prépara un plan détaillé pour les accomplir. Le plus important de ses objectifs la sécurité de l'équipage et des passagers d'Iran Air. Cela le poussa à accorder une grande importance au choix d'acquisition des futurs appareils d'Iran Air et à l'excellence de l'ingénierie et de la maintenance de la compagnie et le département d'opération des vols. Quand il prit le contrôle de l'ancienne Iranian United Airlines, l'ancienne compagnie n'avait que trois turbopropulseurs Vickers Viscount, trois Douglas DC-6 et trois Douglas DC-3, et 700 employés avec un réseau limité opérant en Iran et dans ses voisins. Cependant, 16 ans plus tard, la compagnie possédait 35 jets Boeings et Airbus, avec un personnel de 12 000 employés. La compagnie transportait 5 millions de personnes par an en Iran et dans le monde de New York à Tokyo, couvrant 53 destinations en Europe, au Moyen-Orient et en Asie.
Khademi était aussi grandement concerné par l'entraînement du personnel de bord et du personnel au sol. Pour la première fois dans l'histoire de l'aviation civile en Iran, un groupe de jeunes personnes fraîchement diplômées était envoyé et réparti dans les meilleures écoles de pilotage des États-Unis pour devenir des pilotes professionnels.
En 1973, Iran Air fut classée dans les compagnies les plus sûres au monde par les journalistes américains Paul Eddy, Elaine Potter et Bruce Page dans un livre consacré aux accidents aériens.
De plus, en instaurant une remise de 40 % pour les fonctionnaires et leurs familles, Khademi créa une forte croissance de la compagnie. Le voyage en avion était ainsi devenu abordable pour beaucoup d'Iraniens et n'était pas seulement réservé à une élite. Pendant une courte période, le trafic passager et cargo d'Iran Air augmentait à tel point qu'il fallait de nouveaux appareils chaque année. À cette époque, Iran Air était vu comme ayant le plus fort taux de croissance pour une compagnie aérienne.
Le général Khademi  fut nommé président de l'Association internationale du transport aérien (IATA) durant l'année 1970-1971. En tant que premier président issu d'une compagnie du Moyen-Orient à acquérir ce poste et ce rôle, il contribua significativement à l'amélioration de l'organisation internationale.

## Retraite et assassinat
Le général Khademi démissionna de son poste de président et directeur général d'Iran Air en septembre 1978 et fut assassiné dans sa villa du nord de Téhéran le 7 novembre de la même année.

## Sources